# Космическая архитектура
Космическая архитектура — это теория и практика проектирования и строительства жилой среды в космическом пространстве.
Архитектурный подход к проектированию космических судов затрагивает все элементы конструируемой среды. Данная отрасль прежде всего базируется на инженерном деле (в особенности, аэрокосмической инженерии), однако связана с различными дисциплинами, такими как физиология, психология и социология. Как и в случае с наземной архитектурой, предпринимаются попытки выйти за рамки составляющих элементов и систем, добиться более широкого понимания проблем и вопросов, от которых зависит успешность проектирования. В значительной степени труд космических архитекторов сводится к разработке проектных концепций орбитальных космических станций, кораблей для исследования Луны и Марса, а также располагаемых на поверхности баз для мировых космических агентств, в основном для НАСА.
Привлекать архитекторов к участию в космических программах стали в результате так называемой Космической гонки между США и СССР, хотя предпосылки такой практики встречаются и ранее. Необходимость их участия обусловлена стремлением увеличить продолжительность космических миссий, а также удовлетворять различные потребности космонавтов, включая, помимо прочего, минимальные жизненные потребности. Космической архитектурой на данный момент занимается несколько учреждений. Международный центр космической архитектуры Сасакава (SICSA) — это академическая организация на базе Хьюстонского университета, предлагающая магистерскую программу по специальности «Космическая архитектура». SICSA также выполняет договорные работы по проектированию для различных корпораций и космических агентств. В Европе исследованиями в области космической архитектуры занимается Международный космический университет. Ежегодно проводится Международная конференция по системам контроля среды, в рамках которой обсуждаются проблемы пилотируемых космических полетов, а также вопросы человеческого фактора при нахождении в космосе. На базе Американского института аэронавтики и астронавтики был сформирован Технический комитет по вопросам космической архитектуры. Несмотря на исторически сложившуюся ситуацию, при которой крупные космические проекты контролируются государством, а концептуальное проектирование осуществляется на уровне университетов, на заре эпохи космического туризма могут измениться сами взгляды на космическую архитектуру.

## История
Впервые мысли о полете человека в космос появились в научно-фантастической литературе, например, в романе Жюля Верна «С Земли на Луну прямым путём за 97 часов 20 минут», изданном в 1865 году. В некоторых деталях миссия, описанная в этом произведении (экипаж из трех человек, размеры корабля, космодром во Флориде), удивительным образом схожа с программой «Аполлон», состоявшейся более 100 лет спустя. В романе Верна алюминиевая капсула была оснащена полками, где хранилось необходимое для путешествия оборудование, такое как складной телескоп, кирки и лопаты, огнестрельное оружие, генераторы кислорода, и даже деревья, которые космонавтам предстояло посадить. В пол был вмонтирован изогнутый диван, а добраться до стен и иллюминаторов в верхней части корабля можно было по лестнице. Ракета была изготовлена в форме пули, так как запускалась с поверхности земли с помощью космической пушки; такой метод не подходит для отправки человека в космос в реальных условиях ввиду возникающей при этом значительной перегрузки. Отправить человека в космос могла лишь ракетная техника.
Первые серьезные теоретические выкладки о путешествии в космос с помощью ракет были сформулированы Константином Циолковским в 1903 году. Отец космонавтики, Циолковский также является автором таких идей, как космический лифт (вдохновлен Эйфелевой башней), стабилизируемая вращением космическая станция, которая генерирует искусственную силу тяжести на внешней окружности,атмосферные шлюзы, скафандры для выполнения работ вне космического судна (выход в открытый космос), закрытые экосистемы для обеспечения пищей и кислородом, а также использование солнечной энергии в космосе. Циолковский считал, что заселение человеком космоса — неизбежный шаг на пути нашей цивилизации. В 1952 году Вернер фон Браун опубликовал в серии журнальных статей собственную концепцию жилой космической станции. Его проект был доработан и улучшен по сравнению с предыдущими идеями, при этом фон Браун предпринял уникальный шаг — раскрыл свой замысел общественности. Согласно его проекту, стабилизируемая вращением космическая станция должна была состоять из трех палуб и функционировать как навигационный аппарат, метеорологическая станция, земная обсерватория, военная платформа, а также промежуточный пункт для дальнейших исследовательских миссий во внеземном пространстве. Считается, что станция из фильма «2001 год: Космическая Одиссея» унаследовала свой внешний вид от проекта фон Брауна. Вернер фон Браун пошел дальше и начал разрабатывать схемы лунных и марсианских миссий, всякий раз публикуя свои грандиозные замыслы в «Кольерз Уикли».
Первым полетом человека в космос стал полет Юрия Гагарина, состоявшийся 12 апреля 1961 года. В то время как эта миссия была необходимым первым шагом, Гагарин был в той или иной степени ограничен своим креслом и небольшим иллюминатором; о возможности проживания в космосе не шло и речи. В последующих космических миссиях условия и комфорт проживания на низкой околоземной орбите постепенно улучшались. Увеличивалась продолжительность миссий, и вместе с этим расширялось пространство для перемещений и выполнения физических упражнений, улучшались санитарные узлы, повышалось качество пищи, деятельность во время досуга становилась более насыщенной и разнообразной. Впервые к архитектуре в космосе прибегли в 1968 году, когда группа архитекторов и промышленных дизайнеров под руководством Рэймонда Лоуи, невзирая на возражения инженеров, убедила НАСА добавить в конструкцию орбитальной лаборатории «Скайлэб» обзорное окно. Это решение ознаменовало собой внедрение концепций человеческой психологии в проектирование космических кораблей. Так зародилась космическая архитектура.

## Теория
В космической архитектуре широко применяется теория архитектуры. Однако некоторые положения и соображения являются уникальными для космических объектов.

### Идеология строительства
В первом веке до нашей эры римский архитектор Витрувий сказал, что всякое строение должно отличаться прочностью, полезностью, и красотой. Его трактат «10 книг об архитектуре» — единственная дошедшая до наших дней работа по данному предмету, написанная в период классической античности, оказал существенное влияние на теорию архитектуры в последующие тысячелетия. Даже в космической архитектуре в первую очередь учитываются эти три свойства. Однако значительные проблемы, связанные с проживанием в космосе, привели к тому, что при проектировании жилых помещений акцент делается в первую очередь на функциональную необходимость, декоративные элементы при этом редки или вовсе отсутствуют. В этом смысле полностью перенят принцип архитектурного модернизма, заключающийся в приоритете функциональности над формой. Однако, по мере «взросления» и развития космической архитектуры как дисциплины открываются возможности для диалога об архитектурном дизайне, как это когда-то происходило с наземной архитектурой.

### Аналоги
Отправной точкой теории космической архитектуры является поиск экстремальной среды на Земле, где жил или живет человек. Условия такой среды сопоставляются с космическими. Например, люди живут в подводных лодках в глубинах океана, в бункерах под поверхностью земли, в Антарктике, безопасно входят в горящие здания, зараженные радиацией зоны и даже стратосферу, все благодаря современным технологиям. Дозаправка в воздухе позволяет Борту номер один оставаться в воздухе практически бесконечно. Подводные лодки с ядерным реактором генерируют кислород посредством электролиза и могут оставаться под водой месяцами. Проектируя космические системы, архитекторы могут обращаться к примерам таких ситуаций. Фактически, системы жизнеобеспечения космических станций и аварийные комплекты космонавтов демонстрируют разительное сходство с системами жизнеобеспечения, применяемыми на подводных лодках, и аварийными комплектами военных пилотов.
Космические миссии, в особенности с участием человека, требуют тщательной подготовки. Схожая наземная среда не только помогает в проектировании космической, но также может служить в качестве тестовой площадки для совершенствования применяемых в космосе технологий и тренировки экипажей. Арктическая исследовательская станция «Флэшлайн Марс» — это симулятор марсианской базы, расположенный на удаленном канадском острове Девон объект, который обслуживается Марсианским обществом. Целью проекта является создание условий, как можно более похожих на реальные условия марсианской миссии, а также попытка определить идеальную численность экипажа, протестировать оборудование «в полевых условиях», выяснить, какая экипировка и какие процедуры лучше всего подходят для ведения деятельности вне корабля. Чтобы подготовить экипаж к такой деятельности в условиях микрогравитации, космические агентства прибегают к подводным упражнениям и упражнениям на симуляторе. Лаборатория нулевой плавучести (англ. Neutral Buoyancy Laboratory) - подводный тренировочный комплекс НАСА, который содержит полномасштабные копии грузового отсека космического шаттла и модулей МКС. Развитие технологий и подготовка космонавтов в условиях, приближенных к космическим, является критически важным шагом на пути к созданию возможностей для проживания в космосе.

### В космосе
Фундаментальным значением в космической архитектуре обладает обеспечение физического и психологического комфорта во время пребывания в космосе. То, что на Земле считается само собой разумеющимся — воздух, вода, пища, утилизация отходов — требует скрупулёзной проработки в космическом пространстве. Чтобы уменьшить мышечную атрофию и другие последствия пребывания в космосе, космонавт должен придерживаться строгого режима физических упражнений. Тот факт, что продолжительность миссий (оптимально) фиксирована, может приводить к стрессу, вызванному изоляцией. Схожая проблема наблюдается на удаленных исследовательских станциях и во время военной службы, однако нестандартные гравитационные условия могут усугубить чувство неизвестности и тоски по дому. Более того, заключение в ограниченном и неизменном физическом пространстве повышает напряженность в межличностных отношениях в маленьких экипажах и усиливает иные негативные психологические эффекты. Такой стресс можно ослабить путём регулярного общения с оставшимися на Земле семьей и друзьями, медицинской поддержкой, внедрением рекреационной деятельности и доставкой на борт каких-нибудь предметов, ассоциирующихся с домом, например, фотографий или зелёных растений.
Трудности отправки объектов в космос, обусловленные ограничениями запуска, глубоко повлияли на физические формы космической архитектуры. Все космические жилища на данный момент построены по принципам модульной архитектуры. Габариты головного обтекателя (в основном ширина, но также и высота) современных ракет-носителей  ограничивают размеры жестких компонентов, отправляемых в космос. Такой подход к строительству крупных конструкций в космосе включает запуск нескольких модулей по отдельности с последующей ручной сборкой. Из-за использования модульной архитектуры планировка получается похожей на туннельную систему, при которой необходимо пройти через несколько модулей, чтобы дойти до нужной точки. Модульная архитектура также стремится к стандартизации внутреннего диаметра или ширины герметичных отсеков, при этом оборудование и мебель располагаются вдоль окружности. Космические станции и располагаемые на поверхности базы такого типа в целом могут расширяться только за счёт присоединения дополнительных модулей в том или ином направлении. При использовании модульной архитектуры обеспечение адекватного рабочего и жилого пространства зачастую становится нетривиальной задачей. В качестве решения может применяться гибкая мебель (складные столы, шторы на рельсах, раскладные кровати), с помощью которой интерьер приспосабливается под конкретные функции, меняется разграничение личного и коллективного пространства.
Эжен Виолле-де-Люк выступал за применение разных форм при использовании разных материалов. Этот принцип особенно важен в космической архитектуре. Ограничения массы при запуске вынуждают инженеров искать все более лёгкие материалы с адекватными свойствами. Более того, особые связанные с орбитальной космической средой трудности, такие как быстрое тепловое расширение в связи с резкими изменениями уровня солнечной радиации, а также коррозия, вызванная бомбардировкой частицами и атомарным кислородом, требуют уникальных решений при выборе материалов. Когда-то индустриальная эпоха начала производить новые материалы, открыв новые возможности для архитекторов. В точности так же достижения в области производства материалов изменят перспективы космической архитектуры.Углепластик уже используется в космическом оборудовании благодаря своему соотношению прочности и веса. Уже проводятся исследования, по результатам которых станет ясно, будет ли углеродное волокно или иные композитные материалы использоваться в строительстве крупных конструкционных элементов космических объектов. Архитектурный принцип, согласно которому следует применять наиболее подходящие материалы без каких-либо украшений, называется «Truth to materials».
Орбитальная и наземная архитектура отличаются тем, что строения на орбите не нуждаются в поддержке собственного веса. Это становится возможным благодаря микрогравитационным условиям объектов в состоянии свободного падения. Фактически, большая часть космического оборудования, например, канадарм, разрабатывается исключительно для применения на орбите. Такое оборудование не могло бы поднять собственный вес на поверхности земли. Микрогравитация также позволяет космонавту перемещать (хоть и медленно) объекты практически любой массы при условии, что тело космонавта достаточно надёжно прикреплено к другому объекту. Следовательно, конструкционные соображения, касающиеся орбитальной среды, значительно отличаются от принципов наземного строительства, и основной задачей обеспечения целостности космической станции обычно остаётся предотвращение повреждения её компонентов при запуске и сборке. Тем не менее, строения на внеземной поверхности необходимо проектировать с учётом поддержания их собственного веса, однако этот вес будет зависеть от силы местного гравитационного поля.

## Недавние инициативы
В каждом серьезном исследовании того, что можно было бы предпринять, чтобы посадить людей на Марсе, и сохранить их живыми, а затем вернуть их на Землю, общая масса необходимого для миссии груза, просто ошеломляет. Проблема заключается в том, чтобы запустить достаточное количество расходных материалов (кислорода, воды и пищи), и даже небольшой экипаж, чтобы пройти через многолетнюю миссией на Марс, это потребовало бы очень большую ракету. Тем не менее, даже если такое судно. заполненное полным наборов товаров можно было бы собрать на орбите, ему потребуется дополнительные (большие) поставки ракетного топлива, чтобы отправить его на Марс.  delta-v или изменение скорости, требуется доставить космический корабль с орбиты Земли на орбиту Марса, требует много километров в секунду. Когда мы думаем о приземлении астронавтов на поверхности Марса и возврат обратно домой, мы поняли, что огромное количество ракетного топлива будет необходимо. Был сделан вывод в 1989 '90 -Day Study »по инициативе НАСА в ответ на инициативы по космической разведке.